# Pterigynandrum
Pterigynandrum là một chi rêu trong họ Pterigynandraceae.